# Городские легенды 3: Кровавая Мэри
«Городские легенды 3: Кровавая Мэ́ри» (англ. Urban Legends: Bloody Mary) — американский мистический слэшер, завершающая часть трилогии художественных фильмов о городских легендах, снятая режиссёром Мэри Ламберт. Третья часть отличается от двух прошлых тем, что носит мистический характер, а убийца в ней не человек, а призрак.

## Сюжет
Три подруги решают вместо выпускного бала устроить девичник. Девушки рассказывают городские легенды, а когда речь заходит об истории про Кровавую Мэри, они решают в шутку произнести заклинание, которое вызовет её из потустороннего мира. Прокатывается волна убийств и подруги понимают, что городская легенда не лжёт. Теперь им надо найти способ, чтобы отправить Мэри обратно на тот свет.

## В ролях
| Актёр           | Роль                        |
| --------------- | --------------------------- |
| Лиллит Филдз    | Мэри Бэннер / Кровавая Мэри |
| Кейт Мара       | Саманта Оуэнс               |
| Роберт Вито     | Дэвид Оуэнс                 |
| Тина Лиффорд    | Грейс Тейлор                |
| Олеся Рулин     | Минди                       |
| Хэйли Эванс     | Марта                       |
| Одра Ли Кинер   | Хизер Томпсон               |
| Нэйт Хёрд       | Том Хиггинс                 |
| Брендон Сакс    | Роджер Далтон               |
| Нэнси Эвэрхард  | Пэм Оуэнс                   |
| Хэйли МакКормик | Джина                       |
| Майкл Коу       | Бак Джейкоби                |
| Дон Шэнкс       | Тренер Джейкоби             |
| Джефф Олсон     | Шериф Маккенна              |
| Руни Мара       | девушка в классе            |